# ۳-آمینوپیریدین
۳-آمینوپیریدین (به انگلیسی: 3-Aminopyridine) یک ترکیب شیمیایی با شناسه پاب‌کم ۱۰۰۰۹ است. شکل ظاهری این ترکیب، بلورهای قهوه‌ای کدر در دمای اتاق است.